# Fernando García González-Valerio
Fernando García González-Valerio,(Barbastro Huesca, 1959) es un militar español del Ejército de Tierra con rango de teniente general, que se desempeñó como jefe del Estado Mayor Conjunto de la Defensa entre 2020 y 2024. Previamente, entre 2017 y 2020 estuvo al frente de la División «Castillejos», y, con anterioridad, ocupó la Jefatura de la División de Operaciones del Estado Mayor del Ejército de Tierra.

## Biografía inicial
Valerio nació en Huesca, España.
El general González-Valerio ha estado muy ligado a la Brigada Paracaidista. Como teniente y capitán estuvo integrado en la III Bandera. Ya como comandante, estuvo destinado en el Centro de Operaciones Terrestres del Estado Mayor del Ejército, y ya como teniente coronel estuvo en el Cuartel General del Cuerpo de Acción Rápida con base Rheindahlen (Alemania) y al frente de la III Bandera «Ortiz de Zárate», con base en Alcantarilla (Murcia), una zona que sirvió perfectamente a los paracaidistas para recrear las condiciones del norte afgano. Siendo coronel, asumió el mando del Regimiento Príncipe en el acuartelamiento Cabo Noval, en Siero y fue jefe de la XXXII Fuerza Española en Afganistán (ASPFOR-XXXII), de la Brigada de Infantería Ligera Aerotransportable «Galicia» VII y de la BRIPAC en la denominada guerra de Afganistán.
García-Valerio ha estado en Mozambique, Bosnia y Kosovo.

## Guerra de Afganistán
Fue partícipe de la misión «Beyragh-e-Sabz», con la que se pretendía acceder al valle de Muqur, donde la población local era castigada frecuentemente por las extorsiones y represalias de la insurgencia. La Task Force o fuerza operaciones del equipo de reconstrucción provincial se enfrentó a una gran resistencia de las tropas talibanas en el paso de Buzbay, que se doblegó tras duros combates con el apoyo de helicópteros italianos Mangusta. Más tarde llegaría la operación «Oghab-e-Kavaar», que consistía en conducir un convoy de ayuda humanitaria a Jawand, el distrito más lejano y abandonado de la provincia de Badghis, en manos de milicias tayikas.
Antes de este mandato supremo con la BRILAT, en Afganistán, mandó un contingente en 2008 con la Brigada Paracaidista.
García-Valerio recibió el mando de la BRIPAC de parte del anterior comandante de la misma y antiguo jefe de las tropas españolas en Afganistán Luis Cebrián.
Fue ascendido a general de brigada en septiembre de 2014. Fue promovido al empleo de general de división el 21 de abril de 2017.

## Jefe del Estado Mayor Conjunto
En agosto de 2020, fue ascendido a Teniente general y nombrado jefe del Estado Mayor Conjunto de la Defensa (JEMACON) en sustitución de Francisco Javier González-Huix Fernández.
A principios de 2021 se hizo público que había recibido una dosis de Tozinamerán, la vacuna contra la COVID-19 de Pfizer-BioNTech, fuera de los circuitos de vacunación establecidos. Mantuvo su cargo a diferencia de Miguel Ángel Villarroya, jefe del Estado Mayor de la Defensa (JEMAD), que asumió toda la responsabilidad e hizo efectiva su dimisión el 27 de enero de 2020 tras conocerse que también había sido vacunado.
| Predecesor: Creación del puesto    | Jefe de la ASPFOR XXXII Octubre de 2012 - 12 de mayo de 2013                         | Sucesor: No tuvo                |
| Predecesor: Francisco Rosaleny     | Comandante del Regimiento Príncipe 16 de diciembre de 2011 - 20 de diciembre de 2013 | Sucesor: Óscar Lamsfus Galguera |
| Predecesor: Miguel Martín Bernardi | Jefe de la División «Castillejos» Junio de 2017 - hoy                                | Sucesor: en el cargo            |